# Oshane Staple
Oshane Staple (3 de septiembre de 1998) es un futbolista jamaicano que juega en la demarcación de defensa para el Harbour View FC de la Liga Premier Nacional de Jamaica.

## Selección nacional
Hizo su debut con la selección de fútbol de Jamaica el 11 de marzo de 2023 en un encuentro amistoso contra Trinidad y Tobago que finalizó con un resultado de 0-1 a favor del combinado trinitense tras un gol de Reon Moore.

## Clubes
| Club            | País    | Año   | Partidos | Goles |
| --------------- | ------- | ----- | -------- | ----- |
| Harbour View FC | Jamaica | 2019- | 83       | 8     |